# Heinrich von Bodendieck
Heinrich von Bodendieck († 1406; auch Heinrich II.; von Bodenleck) war von 1393 bis 1406 Bischof von Brandenburg. Er gehörte dem Prämonstratenserorden an. Er war der zweite Bischof von Brandenburg mit dem Namen Heinrich.

## Leben
Seine Wahl zum neuen Bischof von Brandenburg, muss kurz nach dem Tode seines Vorgängers Dietrichs von der Schulenburg gewesen sein. Er war bis dahin Domherr von Brandenburg. Am 9. Juli 1393 erhielt er die Erlaubnis von Papst Bonifaz IX. sich zum Bischof weihen zu lassen. Die Weihe zum Bischof von Brandenburg fand vor dem 30. Januar 1394 statt. Während der zweiten Hälfte des Jahres 1406 verstarb Heinrich von Bodendieck.

## Siegel

### Hauptsiegel
Das Hauptsiegel ist rund. Es zeigt im Siegelfeld unter gotischem Baldachin die stehenden Stiftheiligen. Auf der rechten Seite steht Petrus und auf der linken Seite Paulus. Ihnen zu Füßen links das Familienwappen und rechts das Stiftswappen. Die Umschrift in gotischer Minuskel lautet: S · Hinricus ·eps – ecce · brandeborge.

### Sekretsiegel
Das Sekretsiegel ist rund. Im Siegelfeld befinden sich, innerhalb eines Dreipasses, links Petrus und rechts Paulus. Rechts unten ist auch das Familienwappen und links unten das Stiftswappen. Die Umschrift in gotischer Minuskel  lautet: † Secretum · Hen – rici · Episcopi – Brandeburg.